# 評定眾
評定眾（日语：／ Hyōjōshū）是鎌倉時代和室町時代設置的役職之一。在鎌倉時代是幕府的最高政務機關，主管行政、司法、立法的全部職能。

## 歷史
為了掣肘鎌倉殿源賴家的獨裁權，正治元年（1199年）開始的十三人合議制為原型。而評定眾變成制度是在嘉祿元年（1225年），鎌倉幕府的執權北條泰時從攝家中迎立年幼的鎌倉殿藤原賴經，在名目上支配幕府政治，為了與有力御家人合議而設置。此年，北條政子、大江廣元死去，從鎌倉幕府創設時期開始支持幕府的人逐漸死去，於是有必要設立新的評定組織。而評定眾之長是執權，地位由北條氏獨佔。
基本上，鎌倉幕府是建基於鎌倉殿（將軍）和各個御家人的主從關係。北條氏不曾是鎌倉殿的家臣，雖然是御家人的第一，不過並非主君。鎌倉殿在名目上、形式上存在時，主宰幕府的是有力御家人的合議。
不過在鎌倉時代，獨佔執權地位的北條氏的實質權力漸漸加強，幕府的最高權力者不是在幕府中擁有地位的執權，而是在北條一門中最高地位者，即本來不過是在北條一族內擁有地位的得宗。鎌倉時代後期，以得宗為中心的寄合（寄合衆）掌握實質的權力開始，因此，被奪去先議權的評定眾被架空。
在室町時代，亦以幕政的一個機關而被設立，不過與鎌倉幕府末期的評定眾同樣，被當作是足利氏一門的榮譽役職，實質權力極小。式評定眾由吉良氏、畠山氏等足利氏一門中，接近將軍家的當主就任，其他氏就任的則是出世評定眾。

## 鎌倉幕府評定眾一覧
注：年月是在任時期
- 中條家長　1225年12月—1236年8月
- 二階堂行村　1225年12月—1238年2月
- 町野康俊（三善康俊）　1225年12月—1238年6月
- 齋藤長定（淨圓）　1225年12月—1239年10月
- 三浦義村　1225年12月—1239年12月
- 佐藤業時　1225年12月—1241年5月
- 矢野倫重（三善倫重）　1225年12月—1244年6月
- 後藤基綱　1225年12月—1246年6月
- 中原師員　1225年12月—1251年6月
- 二階堂行盛　1225年12月—1253年12月
- 太田康連（三善康連）　1225年12月—1256年10月
- 毛利季光　1233年11月—1247年6月
- 土屋宗光　1234年—1235年5月
- 佐佐木信綱　1234年1月—1236年9月
- 狩野為佐　1234年6月—1246年6月
- 結城朝光　1235年5月—1235年閏6月
- 北條朝時  1236年9月—1236年9月（初参のち即辞退）
- 清原季氏　1236年—1243年9月
- 北條資時  1237年4月—1251年5月
- 町野康持（三善康持）　1238年—1246年6月
- 三浦泰村　1238年4月—1247年6月
- 二階堂行義　1238年4月—1268年閏1月
- 二階堂基行　1239年—1240年12月
- 安達義景　1239年—1253年6月
- 北條朝直  1239年—1264年5月
- 北條政村  1239年10月—1256年3月
- 清原滿定　1239年—1263年11月
- 北條經時  1241年6月—1242年6月
- 北條有時  1241年6月—1243年
- 長井泰秀　1241年6月—1253年12月
- 宇都宮泰綱　1243年—1261年11月
- 千葉秀胤　1244年—1246年6月
- 三浦光宗　1244年—1247年6月
- 伊賀光宗　1244年—1257年1月
- 矢野倫長（三善倫長）　1244年12月—1273年2月
- 毛利忠成　1245年—1247年6月
- 北條時章  1247年7月—1272年2月
- 二階堂行久　1249年7月—1261年3月
- 北條實時  1253年2月—1276年10月
- 北條長時  1256年6月—1256年11月
- 安達泰盛　1256年6月—1285年11月
- 太田康宗（三善康宗）　1258年—1262年3月
- 二階堂行方　1259年9月—1264年12月
- 二階堂行泰　1259年—1265年10月
- 武藤景賴　1259年9月—1267年8月
- 太田康有（三善康有）　1262年6月—1282年12月
- 二階堂行綱　1264年4月—1281年6月
- 二階堂行忠　1264年4月—1290年11月
- 小田時家　1264年11月—1271年2月
- 中原師連　1264年11月—1271年3月
- 北條教時  1265年6月—1272年2月
- 北條時廣  1265年6月—1275年6月
- 長井時秀　1265年6月—1284年4月
- 佐佐木氏信　1266年12月—1284年4月
- 北條義政  1267年11月—1273年6月
- 安達時盛　1267年11月—1276年9月
- 北條時村  1270年10月—1277年12月
- 二階堂行有　1270年10月—1284年4月
- 北條宗政  1272年10月—1281年8月
- 宇都宮景綱　1273年6月—1298年1月
- 北條公時  1273年6月—1295年12月
- 北條宣時  1273年9月—1287年8月
- 北條業時　1276年3月—1284年4月
- 矢野倫經（三善倫經）　1276年4月—1284年
- 佐藤業連　1276年4月—1287年4月
- 北條義宗　1277年6月—1277年8月
- 北條顯時　1278年2月—1285年11月
- 摂津親致　1278年2月—1303年4月
- 安達顯盛　1278年3月—1280年2月
- 北條時基　1278年3月—1298年4月
- 二階堂賴綱　1282年2月—1283年10月
- 安達宗景　1282年2月—1285年11月
- 佐佐木時清　1283年6月—1295年
- 北條政長  1284年1月—1301年7月
- 北條時兼  1286年6月—1296年6月
- 北條宗宣  1287年10月—1297年7月
- 北條盛房  1287年10月—1288年2月
- 北條時村  1287年12月—1301年8月
- 北條師時  1293年5月—1301年8月
- 北條顯時  1293年10月—1298年4月
- 長井宗秀　1293年10月—1310年7月
- 太田時連（三善時連）　1293年12月—1300年
- 北條時兼  1295年3月—1296年6月
- 北條兼時  1295年5月—1295年9月
- 佐佐木宗綱　1295年—1297年9月
- 二階堂盛綱　1295年—退年不詳
- 矢野倫景（三善倫景）　1295年—退年不詳
- 二階堂行藤　1295年—1302年8月
- 北條宗泰  1298年4月—1305年8月
- 北條久時  1298年4月—1307年1月
- 北條宗方  1300年12月—1305年5月
- 北條時家  1301年8月—1304年9月
- 北條煕時  1301年8月—1311年10月
- 北條宗宣  1302年2月—1305年7月
- 北條齊時  1303年4月—1313年7月
- 北條基時  1305年8月—1313年7月
- 北條維貞  1306年8月—1315年9月
- 北條國時  1307年1月—1313年
- 北條顯實  1307年1月—1327年3月
- 北條貞房  1307年12月—1308年11月
- 北條貞顯  1309年3月—1310年6月
- 北條時俊  1310年7月—退年不詳
- 北條守時  1311年6月—1326年4月
- 北條貞宣  1313年7月—1320年5月
- 北條貞規  1317年12月—1319年6月
- 北條貞將  1318年6月—1324年11月
- 北條貞直  1320年5月—1333年5月
- 北條範貞  1320年12月—1321年11月
- 北條時春  1320年—1330年12月
- 北條維貞  1324年10月—1326年4月
- 北條茂時  1326年5月—1330年7月
- 北條高家  就年不詳—1326年3月
- 北條藤時  就年不詳—1326年3月
- 北條俊時  就年不詳—1333年5月
- 北條家時  就年不詳—1333年5月
- 長崎高資　就年不詳—1333年5月
- 北條貞冬  1329年12月—1333年5月
- 北條貞將  1330年7月—1333年5月
- 北條範貞  1330年12月—1333年5月
- 北條時茂  1331年—1333年5月